# يوهان متهوس بشستين
يوهان متهوس بخشتاين (بالألمانية: Johann Matthäus Bechstein) هو عالم ألماني مختص في علم تاريخ الطبيعة و الغابات و علم الطيور و الزواحف و الحشرات ولدى يوم 11 يوليو 1757 في فالترزهاوزن و توفي يوم 23 فبراير 1822. في بريطانيا العظمى، وكان يعرف عن أطروحته حول الطيور الغناء (Naturgeschichte der Stubenvögel, التاريخ الطبيعي في قفص الطيور، 1795).

## روابط خارجية
- مؤلفات يوهان متهوس بشستين في مشروع غوتنبرغ
- Zoologica Göttingen State and University Library Digitised Gemeinnützige Naturgeschichte Deutschlands nach allen drey Reichen and Naturgeschichte der Stubenthiere oder Anleitung zur Kenntniß und Wartung derjenigen Thiere, welche man in der Stube halten kann, Vollständige Naturgeschichte der schädlichen Forstinsecten etc.